# Ebstorf
Ebstorf – miasto (niem. Flecken) w Niemczech, w kraju związkowym Dolna Saksonia, w powiecie Uelzen, wchodzi w skład gminy zbiorowej Bevensen-Ebstorf.
Do 31 października 2011 miasto było siedzibą gminy zbiorowej Altes Amt Ebstorf.